# Magellan Aerospace
Magellan Aerospace Corporation ist ein kanadisches Unternehmen, das Komponenten für die Luft- und Raumfahrt entwickelt und herstellt. Der Hauptsitz des Unternehmens befindet sich in Mississauga in der kanadischen Provinz Ontario. Das Unternehmen gliedert sich in zwei Geschäftsbereiche auf: Der eine beinhaltet die Bereiche Flugzeugtriebwerke und Fluggeräteaerodynamik, der andere umfasst die Raumfahrtprodukte, d. h. Raketen, Satelliten und andere Weltraumkomponenten. Zu den Kunden des Unternehmens zählen die Militärs, Flugzeughersteller, Triebwerkshersteller, Raumfahrtbehörden und andere Forschungseinrichtungen.

## Geschichte
Magellan wurde durch den Zusammenschluss mehrerer Unternehmen im Jahre 1996 gegründet. Man entwickelte und baute Komponenten für Flugzeuge und spezielle Komponenten für das kanadische Militär als auch für verschiedene Airlines und andere Luftunternehmen. Durch die Expansion kaufte Magellan mehrere andere Unternehmen auf, darunter Orenda Engines (heutige Magellan Repair, zuständig für Reparaturen und Überholungen) mit Sitz in Toronto. Weitere Unternehmen die gekauft wurden: Bristol Aerospace, Chicopee Manufacturing und Haley Industries. Dazu kamen einige Unternehmen aus den USA: Middleton Aerospace und Aeronca. Vor einigen Jahren erfolgte der Zukauf des englischen Unternehmens Mayflower Aerospace.

## Produkte
Das Unternehmen liefert Komponenten und Bauteile u. a. für:
- General Electric – F101, F110, F404, F414, J79, J85, CF34, CF700, CJ610, LM2500, LM7000, CFE738, T64, CF6
- Pratt & Whitney – PW100 Serie, PW300 Serie, PW500 Serie, PW 200, PW4000, PT6, TF33, JT9D, JT15D
- Rolls-Royce – RTM322, RB211, T406, T800, RR Trent und RB211 Industriell, AE 3007, F136
- Honeywell – AS900, AGT1500, ALF507, TF40/50, T53 (wird betrieben im UH-1 Helikopter), T55, LF502
- Volvo – RM12
- Boeing
- Airbus A380
- Lockheed Martin F-35

Weltraum und Raketensysteme:
- CRV7 – Raketenwaffensystem
- Black Brant – Höhenforschungsrakete
- Excalibur Meteorological Rocket System – ein Raketensystem für meteorologische Daten
- SCISAT-1 – Satellit für die CSA zur Erforschung des Ozonlochs, gestartet 2003
- spezielle Komponenten für bemannte und unbemannte Mission für die ISS und andere Satelliten

## Niederlassungen
Neben dem Hauptsitz in Mississauga verfügt das Unternehmen über mehrere Niederlassungen:
Kanada
- Winnipeg, Manitoba
- Haley, Ontario
- Kitchener, Ontario

Vereinigten Staaten
- Glendale, Arizona
- Middletown, Ohio
- Haverhill, Massachusetts
- Bethel, Connecticut
- New York, New York

Großbritannien
- Bradley Stoke, Bristol
- Chiltern Hill, Buckinghamshire
- Bournemouth, Dorset
- Biggleswade, Bedfordshire
- Llay, Wrexham

Indien
- Bangalore